# Diastatomma gamblesi
Diastatomma gamblesi – gatunek ważki z rodziny gadziogłówkowatych (Gomphidae).